# Macrotona mjobergi
Macrotona mjobergi är en insektsart som beskrevs av Sjöstedt 1920. Macrotona mjobergi ingår i släktet Macrotona och familjen gräshoppor. Inga underarter finns listade i Catalogue of Life.